# Wengen (Burgheim)
Wengen ist ein Kirchdorf und Ortsteil des Marktes Burgheim im Landkreis Neuburg-Schrobenhausen, der zum Regierungsbezirk Oberbayern in Bayern gehört. Zur Gemarkung gehören außerdem noch der Weiler mit Kirche Eschling und die Einöde Hirst. Anfang 2017 hatte Wengen 90, Eschling 32 Einwohner.

## Geographie

### Lage
Wengen liegt fünf Kilometer südlich von Burgheim in den flachen tertiären Höhen der Aindlinger Terrassentreppe. Naturräumlich gehört es also zur Donau-Iller-Lech-Platte, die wiederum Teil des Alpenvorlandes ist, eine der Naturräumlichen Haupteinheiten Deutschlands. Eschling liegt nördlich, Hirst südöstlich von Wengen.
Der Ort Wengen liegt an der Staatsstraße 2027 von Ehekirchen nach Rain. Wengen liegt direkt südlich, Eschling nördlich der Straße. Die Einöde Hirst liegt südlich von Wengen am Ende einer Stichstraße.

### Nachbarorte
Die Nachbarorte von Wengen sind im Südwesten, Westen und Nordwesten die Rainer Ortsteile Etting, Tödting und Gempfing, im Nordwesten Kunding, im Norden der Hauptort Burgheim und Ortlfing, im Nordosten Illdorf, im Osten, Südosten und Süden die Ehekirchener Ortsteile Holzkirchen, Buch und Haselbach.

## Geschichte

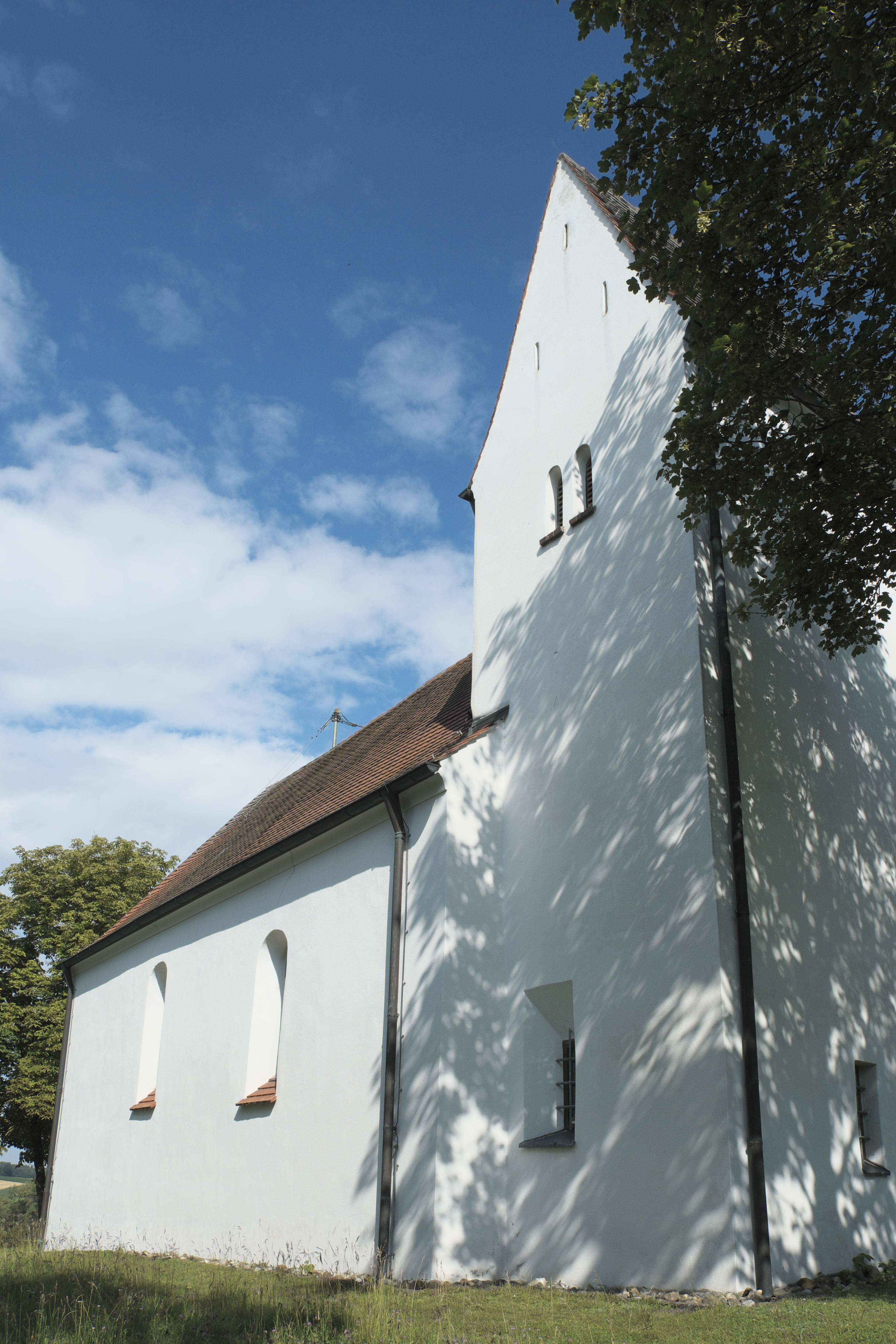
Filialkirche St. Johannes Evangelist in Eschling

Ausgrabungen in der Gegend deuten auf eine frühe Besiedelung hin: westlich des Ortes befindet sich in der Ziegeleigrube eine jungsteinzeitliche Siedlung, östlich eine bronzezeitliche Siedlung. Beim Hirsthof befinden sich zwei Hügelgräber.

Wengen gehört zu den ältesten urkundlich überlieferten Orte von Oberbayern: Im Jahre 864 tauschte Bischof Anno von Freising einen Hof in Uuengia vom Grafen Cotascalc (Gottschalk) ein. Bischof Waldo von Freising tauschte 887 und 895 die Wengener Besitzungen mit dem Edlen Erchanfried von Hohenwart. Im 11. und 12. Jahrhundert tauchen als Grundherren von Wengen die Grafen von Scheyern (Verwandte der Hohenwarter) und die Marschälle von Schiltberg auf. Graf Bernhard I. von Scheyern schenkte 1268 dem Kloster Scheyern einen Hof in Wenga. 1268 schenkte Marschall Bertold von Schiltberg mehrere Höfe dem Kloster Niederschönenfeld.

Um 1800 gab es folgende Grundherren in Wengen: das kurbayerische Kastenamt Rain (da Wengen zum Landgericht Rain gehörte), das Kloster Niederschönenfeld und das Kloster Indersdorf, die Grafen von Sandizell und die Freiherren Hörwarth auf Aiterberg.

Eschling wurde 1214 erstmals als Eschelingen erwähnt und gehörte damals den Herren von Pappenheim. 1800 waren die Eschlinger Grundherren das Kloster Scheyern, die Frauenkapelle in Rain und die Frauenkirche in Ingolstadt; der Rest gehörte dem Kastenamt Rain.

Der Hirsthof (Siedlung am Gebüsch) wurde ebenfalls 1214 erstmals unter Hurstin oder Hürsten als Besitz der Pappenheimer erwähnt. Seit 1500 gehörte der Hof dem Kloster Thierhaupten.

Die katholische Filialkirche Sankt Ottilia in Wengen gehört zur Pfarrei St. Cosmas und Damian in Burgheim. Von der ältesten spätromanischen Kirche stehen noch der Turm und die westlich anschließende Mauer des Schiffes. Der Chor und der Rest des Schiffes wurden um 1600 erbaut. 1913 erfolgte eine Verlängerung des Schiffes nach Westen.

Die katholische Kirche St. Johannes Evangelist in Eschling stammt in Teilen (Turm, angrenzende südliche Schiffswand) von 1300. Der Rest der Kirche wurde nach der Zerstörung im Dreißigjährigen Krieg neu aufgebaut. Erwähnenswert ist eine plastische Darstellung der Leidenswerkzeuge Christi von 1800.

Der Hirsthof gehört traditionell zur Pfarrei St. Michael in Haselbach.
Am 1. Juli 1972 wurde die selbstständige Gemeinde Wengen, die zum Landkreis Neuburg an der Donau gehörte, in den Markt Burgheim eingegliedert.
Am 30. Mai 2005 schreckte die Bewohner der Absturz eines Militärflugzeuges zwischen Eschling und Illdorf auf; Tote, Verletzte oder Gebäudeschäden gab es dabei nicht.